# Vincenzo Scotti
Vincenzo Scotti, italijanski politik, * 16. september 1933, Neapelj.
Scotti je v svoji politični karieri bil: župan Neaplja (1984), minister za delo in socialno varnost Italije (1978-80, 1982-83), minister za umetnost in kulturne zadeve Italije (1981-1982, 1982), minister za zunanje zadeve Italije (1992),...